# Nyctixalus margaritifer
Nyctixalus margaritifer es una especie de anfibio anuro de la familia Rhacophoridae endémica de la isla de Java (Indonesia).
Esta especie se encuentra en peligro de extinción por la pérdida de su hábitat natural.